# Dmitri Sergejewitsch Kiritschenko
Dmitri Sergejewitsch Kiritschenko (russisch Дмитрий Сергеевич Кириченко; * 7. Januar 1977 in Nowoalexandrowsk) ist ein ehemaliger russischer Fußballspieler und jetziger Trainer. Bis 2006 spielte er auch in der russischen Nationalmannschaft. Bei der Fußball-Europameisterschaft 2004 spielte er im Angriff und erzielte 68 Sekunden nach Anpfiff ein Tor gegen die griechische Mannschaft.
Nach seiner Zeit bei ZSKA Moskau wechselte er zum anderen russischen Erstligisten Saturn Ramenskoje, wo er von 2007 bis 2010 spielte. Im Januar 2011 unterschrieb er für zweieinhalb Jahre beim FK Rostow. Im UEFA Intertoto Cup 2008 schoss Kiritschenko fünf Tore.